# 普羅瓦爾湖 (韃靼斯坦共和國)
55°15′33″N 50°1′2″E / 55.25917°N 50.01722°E
普羅瓦爾湖（俄语：Провал），是俄羅斯的湖泊，位於該國西部韃靼斯坦共和國，由阿列克謝耶夫斯科耶區負責管轄，長75米、寬60米，面積0.3公頃，平均水深3米。